# De Koperen Knop

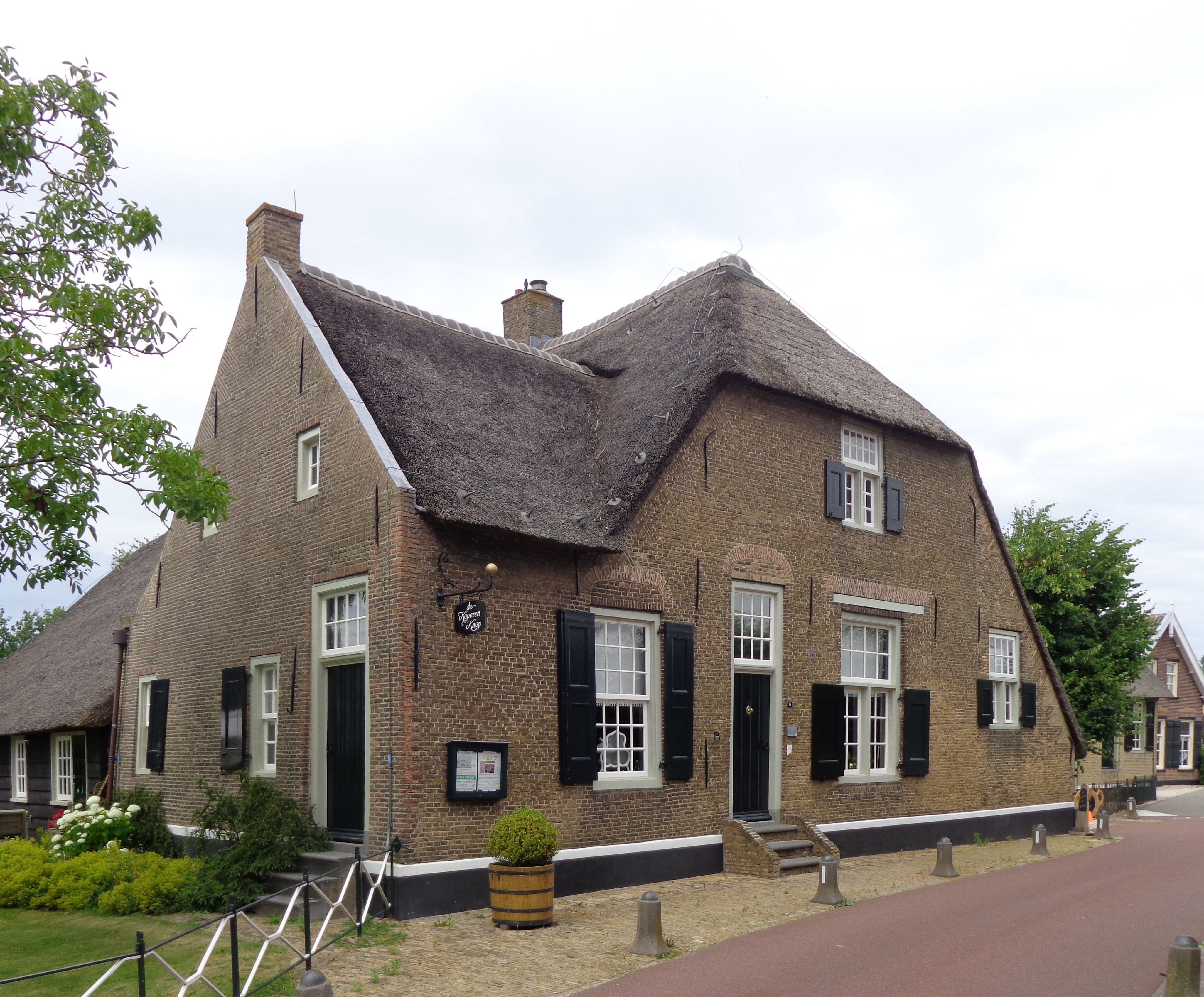
De Koperen Knop in 2019

Museum De Koperen Knop is een historisch museum in de Zuid-Hollandse gemeente Hardinxveld-Giessendam, gevestigd in een vroeg 17de-eeuwse boerderij van het hallenhuistype. Het toont de historie van het leven van streekbewoners in de Alblasserwaard. Het museum werd in 1988 voor het publiek geopend. Initiatief tot het museum is onder meer genomen door de plaatselijke historische vereniging en een aantal enthousiaste vrijwilligers. Het museum wordt (financieel) gesteund door de stichting eigenaren en sponsors alsmede donateurs.
Het museum bestaat uit een originele voormalige boerenhofstede met erf, enkele bijgebouwen en een tuin. Het museumgebouw zelf is authentiek, evenals de bijgebouwen. De smederij is oorspronkelijk afkomstig uit het naastgelegen dorp Giessen-Oudekerk en in de jaren 1990 weer opgebouwd bij het Museum. De naam van de boerderij, en daarmee ook van het museum, stamt af van de mooie koperen knop aan de buitendeur.

## Onderdelen van het museum

### Wisselexposities
Museum De Koperen Knop heeft zowel een permanent ingericht voorhuis alsmede wisselexposities in de voormalige stal. Deze exposities zijn telkens gericht op andere doelgroepen, zodat er voor elk wat wils is. Zo zijn er exposities geweest over mode, molens (ter gelegenheid van het jubileum van de Simav), koeien, de watersnoodramp en nog veel meer. Tevens zijn er kunstexposities van diverse bekende, levende kunstenaars.

### De mooie kamer
In het voorhuis van de boerderij ligt de mooie kamer. De kamer werd alleen gebruikt bij speciale gelegenheden, zoals voor 'rouw en trouw'. Deze kamer staat vol met antiek meubilair. Een voorbeeld daarvan is het Hollands kabinet, gevuld met linnengoed zoals vroeger bij de rijkere boeren gebruikelijk. Er zijn niet alleen meubels te zien, maar ook hangt er veel aan de muur, zoals een gobelin, een klok, een schilderij, merklappen, tegeltableaus enzovoort. Daarnaast is er op een deurtje een schildering te vinden van David met de Harp. De schouw met rijkgedecoreerd tegelwerk is ingericht zoals vroeger gebruikelijk was.

### De Opkamer
Vanuit de mooie kamer is de opkamer te bereiken. Deze kleine slaapkamer is gebouwd op de kelder (vandaar de naam opkamer) en is voorzien van een prachtige zolderschildering. Ook hier is de bedstee ingericht als vroeger. In de kast daarnaast hangt een bijzondere collectie kinderkleding met toebehoren.

### De Rentenierskamer
De rentenierskamer ligt aan de andere kant van de mooie kamer. Dit was vroeger een afzonderlijke rentenierswoning, die vrij kort na de bouw van De Koperen Knop zal zijn gemaakt. Thans is deze ruimte ingericht als 'Herenkamer'. Nabij de rentenierskamer is een bibliotheek ingericht. Hier zijn boeken te vinden over de streek, de natuur, het landschap en kunst.

### Het Rijgebint
Vanuit het rijgebint, waar naast veel gebruiksvoorwerpen onder andere een tegelcollectie te zien is, is een opgang naar de museumzolder. Hier draait permanent een klankbeeld. Ook is hier een permanente expositie te vinden over de opgravingen rondom de Betuweroute. In de vroegere keuken is te zien hoe het gezin woonde en in de daarachter gelegen kelder hoe men toen het eten bewaarde.

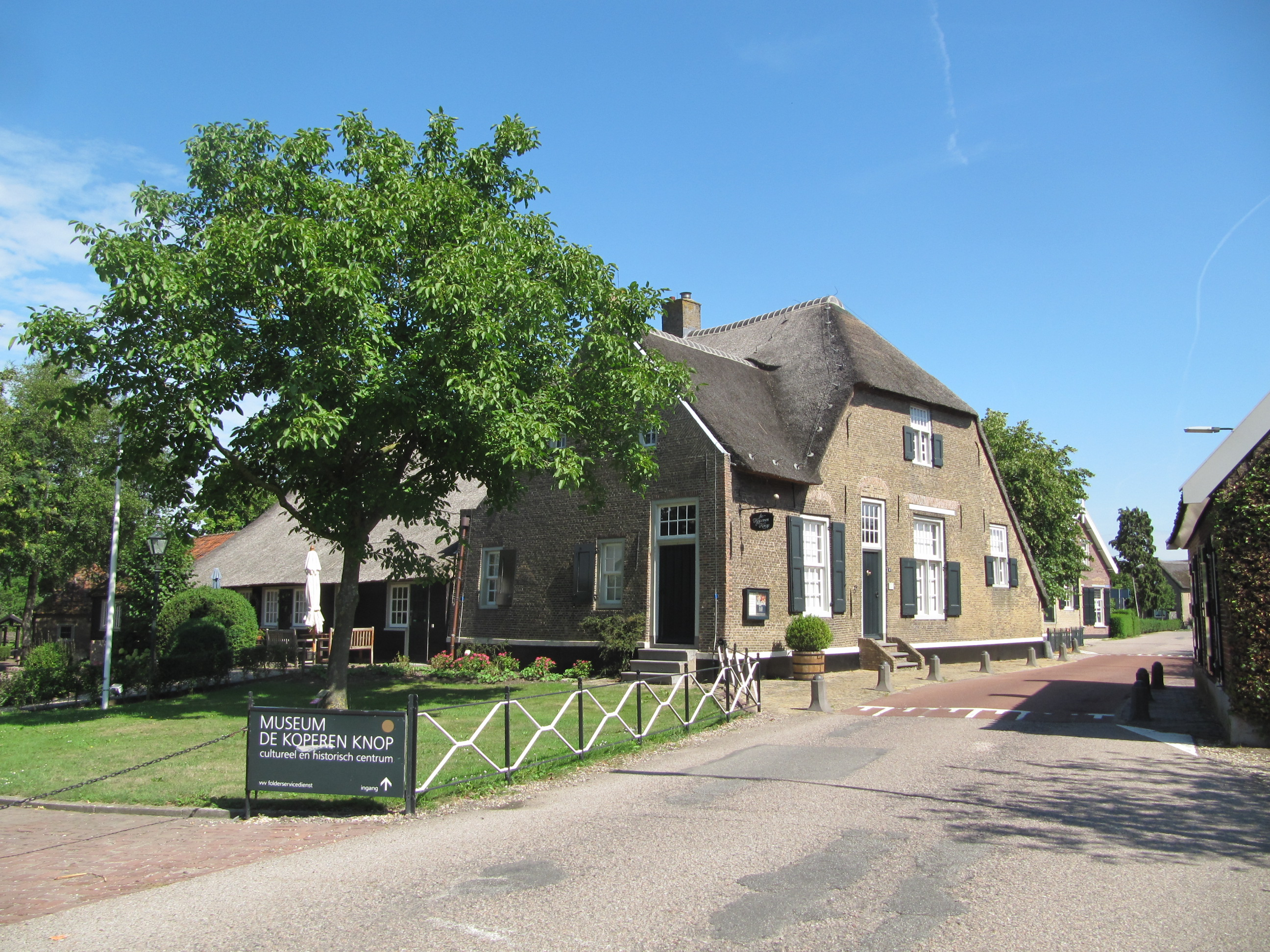
Het museum De Koperen Knop
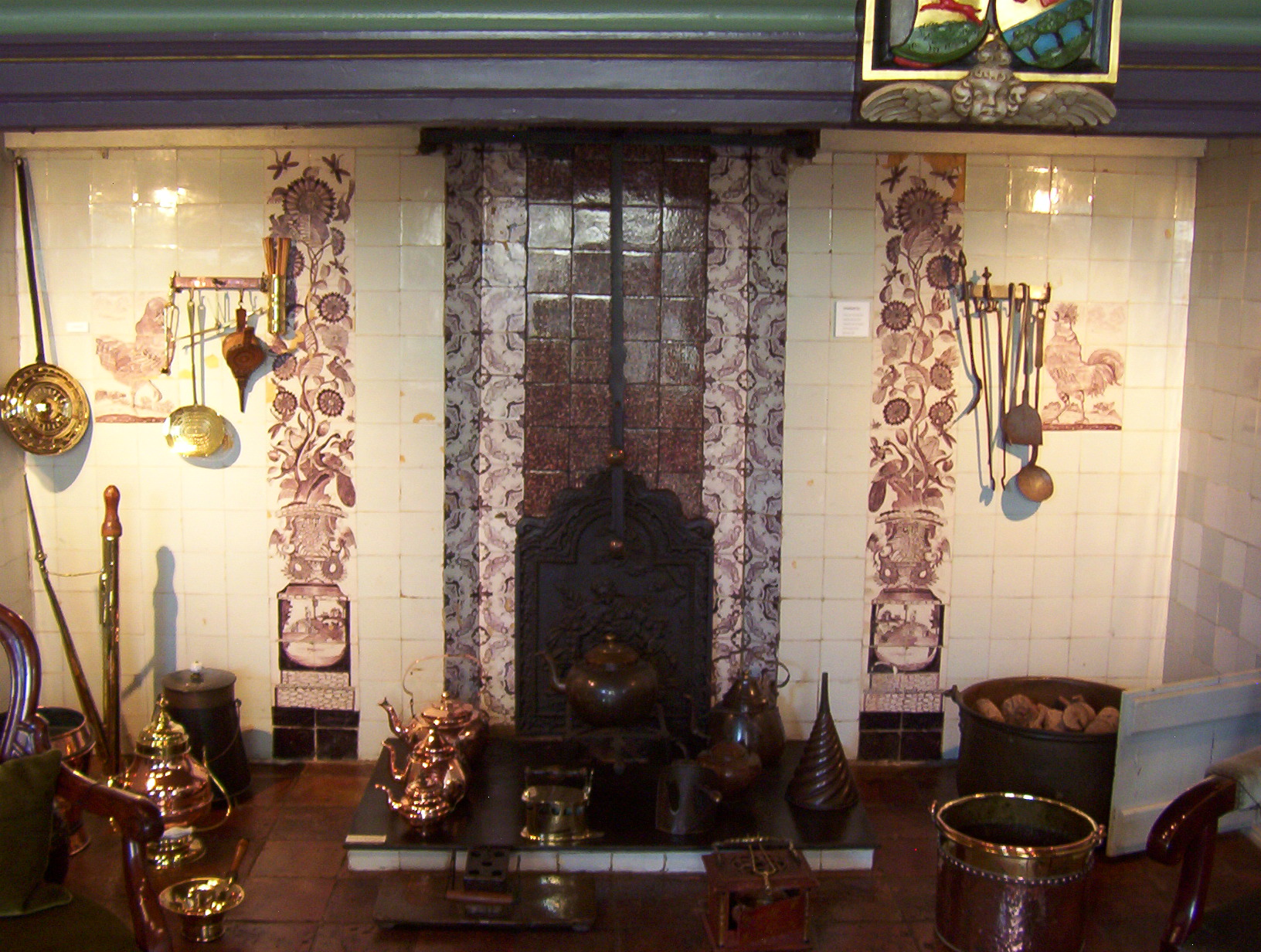
De schouw in de 'mooie kamer'
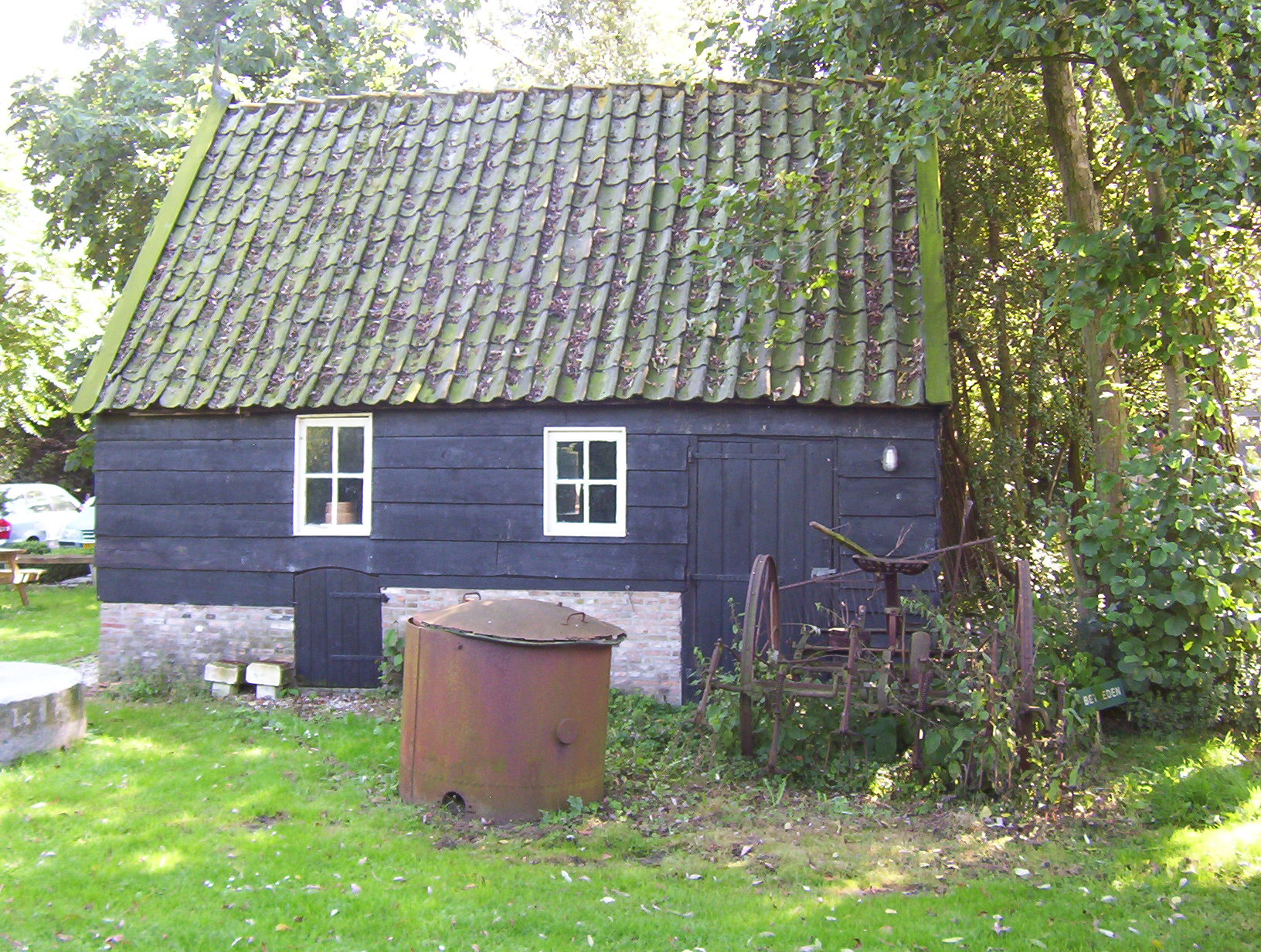
Hoepelmakerij
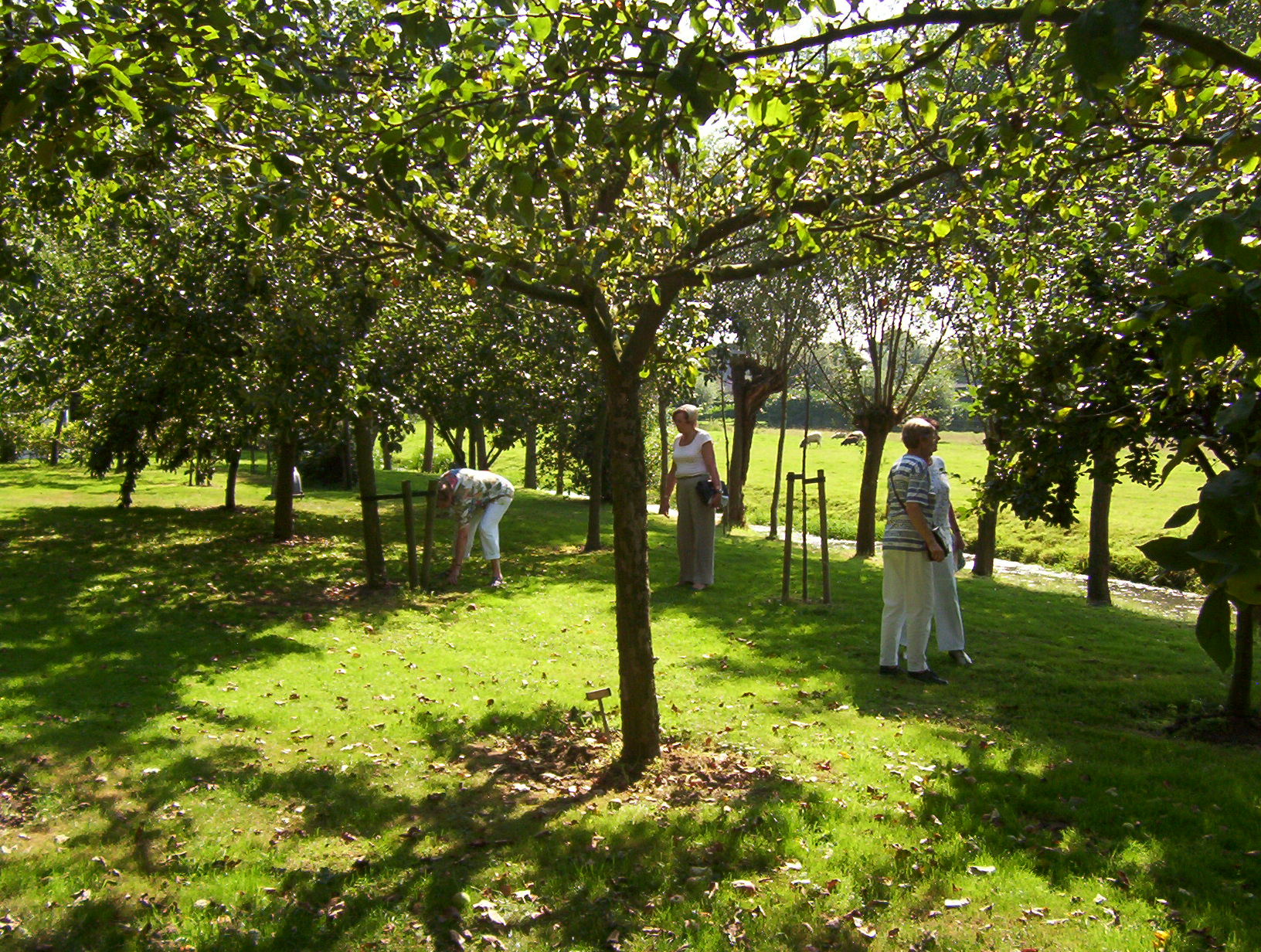
Boomgaard met hoogstam fruitbomen

### Museumtuin
De bijgebouwen op het erf bestaan uit een hoepelmakerij, een dorpssmederij, waar regelmatig op de oude manier gewerkt wordt. Een wagenschuur met oude wagens en karren en veel gebruiksvoorwerpen. Op het erf rondom het museum zijn veel zaken, zoals die in het verleden bij de boerderijen in de streek werden aangetroffen. Zoals oude planten en bloemen, grindplaveisel en diverse bijgebouwen.
Verderop in de tuin is de natuurlijke historie van de Alblasserwaard weer aanwezig. Deze bestaat uit een snij- en een hakgriend, twee verschillende stukjes weiland en enkele moerasjes. Verder een hoogstamboomgaard met oude fruitrassen, zoals de Bellefleur en de Kweepeer, maar ook de Moerbei en de Mispel. Ook te vinden is er klein fruit in de vorm van verschillende soorten bessen, frambozen en bramen. Grienden met verschillende soorten wilgenhout gescheiden door greppels zijn aanwezig, evenals weilandjes die op verschillend niveaus liggen en daardoor begroeid zijn met verschillende vegetatie.

## In het nieuws
Om ook buiten het museum al een beeld te geven van de wisselende exposities in het museum en in de tuin, staat er regelmatig een kunstwerk in de tuin aan de straatkant. Eens stond er een levensecht beeld van een grazende koe. Rond het jaar 2000 verschenen er berichten in de plaatselijke krant dat er vandalisme bij het museum was gepleegd. Bij wijze van grap hadden onbekenden de koe met lila verf tot een Milka-koe omgetoverd.